# Mészáros Gábor (fotográfus)
Mészáros Gábor (Budapest, 1967. október 11. –) magyar fotográfus, fotóriporter.

## Szakmai életrajza
Az első fényképezőgépét óvodás korában vette a kezébe. A szülei elkötelezett hívei voltak az amatőr fotózásnak, ezért 11–12 évesen már egyedül hívta elő és nagyította képeit. Felnőtt kora küszöbén komolyan érdekelte a fotózás művészi oldala, diasorozatokat készített, vetítéseket tartott. Ebben az időszakban kísérletezett a fények elvontabb használatával, a nonfiguratív képekkel. Pár év kihagyás után, évek óta a természetet fotózza.
1999-ben beiratkozott egy fotós iskolába, hogy megtanulhassa, milyen szabályok szerint szokás a természetet fotózni. A kezdeti lelkesedés után azonban kevésnek, túlságosan kötöttnek érezte, nem külsőleg akarta másolni a növényeket, tájakat. A belső lényegét szeretné megmutatni, mit akarnak jelenteni, miért jöttek létre, majd 2000 októberétől a Kontakt Fotó-iskola következett, nagy hatással volt reá Johanes Itten színtana, s elmerült a növényeken, pókhálókon látható vízcseppek szín és forma világában. 2002-ben vett egy nagylátószögű objektívet, amivel tájakat, fákat kezdte fényképezni. Joseph Boys írásait olvasgatta, PL: egy-egy levélben is fölismerhető az egész fa felépítése s, hogy egy vízcseppben is benne rejlik egy egész világ. 2003: fák fotózása csillagokkal. 2003/2019 tele: a jég különleges világa; téli naplementék, mikor a befagyott Balaton jeges felületén jelenik meg egy-egy szín.
Talán csak egy kevés időre, de fotóin egyszerre rajta van a jelen a múlt és a jövő. Úgy gondolja egy olyan világ vesz körül bennünket, ami nem magától jött létre, a természet titkokat, kódolt üzeneteket rejt, aminek a megfejtésére törekszik és ezeket próbálja képi formában megjeleníteni.
2012-től egy új korszak kezdődött, fényképezik embereket, épületeket.
Képein többnyire napfelkeltekor este és éjszaka készülnek kizárólag Magyarország különböző vidékein. Kedvenc helye Ócsa környéke és az Őrség.
Munkái minden fázisát ő dolgozza ki.
Akik nagy hatással vannak reá: Johann Christian Fridrich Hölderlin, József Attila, Hegel, Biblia írásai, Johannes Itten, Joseph Boys, Kaspar David Friedrich, Várnagy Tibor.

## Tanulmányok
- 1986-1987 TIT szabad egyetem fényképezés alapjai
- 1987-1989 ELTE filozófia tanszék vendéghallgató
- 2000-2001 természetfotós iskola
- 2001-2003 Kontakt Fotóművészeti Kurzusok
- 2007-2008 Kontakt Fotóművészeti Kurzusok
- 1986-1989 Hejettes Szomlyazók képzőművészeti csoport tagja
- 1987-1989 Cseresorozat filozofikussági kör tagja

## Egyéni kiállítások
- 2004 Liget galéria.
- 2005 Fővárosi Szabó Ervin Könyvtár
- 2010 Algorithmes galéria Palaiseau, Párizs
- 2011 Bordeaux, MJC Mérignac >A l’heure du temps >France
- 2011 Château BEYCHEVELLE à Saint Julien – Médoc, France
- 2013 l'Agora du Haut-Carré Bordeaux Université BX1, France
- 2014 Nagy Balogh János Kiállítóterem Lét és nemlét között
- 2014 Ócsa Református műemlék Templom Kőbe zárt idő
- 2014 Université Européenne Bordeaux I. A l’heure du temps, france
- 2015 Le Bouscat International La Nature et ses secrets, Bordeaux – France
- 2015 Marie de Saint-Paul- lés-Dax – France
- 2016 WKK. Wekerle cseppekben
- 2016 Egressy Gábor Sz.k. Falú Tamás utca

## Csoportos kiállítások, vetítések
Csoportos kiállítások:
- 1989 Nyugat Berlin Bethesda, Hejettes Szomlyazókkal
- 2008. Volksbank galéria, Kontakttal
- 2016 Dax Francia fotóművészekkel

Ösztöndíj:
1989 vendégösztöndíjas volt Bethesda-ban Berlin a Hejettes Szomlyazókkal

## Díjai
- 2000 Év természetfotósa pályázat kategória 1.
- 2015 Kultúrházak éjjel-nappal fotópályázat 1.
- 2017 Kultúrházak éjjel-nappal fotópályázat 3.

## Vetítések
- 2005.Titanic fesztivál
- 2006 R-klub Art kalahári együttessel
- 2008.Ócsa Metcker trióval
- 2008. Légó galéria, Fekete Balázs hanganyagával
- 2008 Videospace galéria, Fekete Balázs hanganyagával
- 2008 Jezsuita kápolna, Fekete Balázs hanganyagával
- 2008 Jezsuita kápolna Metzelger kamara együttessel.
- 2009 Magyarok háza, Az idő óráján
- 2009 Prekopa ház Pécel, Az idő óráján
- 2010 Kispest Vigadó, Az idő óráján
- 2010 Algorithmes galéria Paris, A titkok kedvéért
- 2011 Bordeaux, MJC Mérignac >A l’heure du temps> France
- 2011 Grazi magyarok egyesülete, Graz, Az idő óráján
- 2013 Ócsa Református műemlék templom, Lét és nemlét között

Egyéb vetítések: Ócsa, Budapest, Kapolcs, Pécel, Őrség.